# Anny – en gatepiges roman
Anny – en gatepiges roman är en norsk svartvit stumfilm (drama) från 1912. Filmen är en av de allra tidigaste norska stumfilmerna och regisserades av Adam Eriksen, som också skrev manus. Filmen fotades och producerades av Olaf K. Bjerke. Den distribuerades av Cordial Biograf- & Film-Company och hade norsk premiär den 9 november 1911. Den engelska titeln är Anny – Story of a Prostitute.

## Handling
En grossist blir betagen av den vackra Anny, som arbetar som expedit i en cigarrbutik. Han erbjuder henne ett arbete. Först tvekar Anny, men sedan tackar hon ja med vetskapen om att hon måste försörja sin familj som terroriseras av hennes försupne far. Grosshandlaren är gift och har en son. Anny och grosshandlaren inleder ett förhållande, trots att hon inte håller av honom särskilt mycket. Snart därefter träffar hon en ny man på en karneval. Dessutom övertalar hon grosshandlarens son att ta faderns nycklar och tillsammans stjäl de familjens pengar och lever upp dem. Det hela uppdagas vilket leder till en våldsam uppgörelse mellan far och son. Sonen bestämmer sig för att resa till Amerika och fadern följer honom till båten. Väl där tar sonen en dos gift varpå han medvetslös förs hem där han svävar mellan liv och död. Han överlever dock och lovar bot och bättring. Anny däremot sjunker djupare och djupare ner i eländigheten.

## Rollista
- Johan Andersson – Willmann, grosshandlare
- Julie Jansen-Fuhr – Anny (hennes enda filmroll)
- Eugène Bech – Snapp, bankkassör
- Aagot Gundersen – Annys vän (hennes enda filmroll)
- Ole Brun Lie – Annys far (hans enda filmroll)
- Gunlaug Lund – Willmanns fru (hennes enda filmroll)
- Kolbjørn Skjefstad – doktorn, en bokhållare, en butikskund
- Fru Zwinge – Annys mor (hennes enda filmroll)
- Waldemar Zwinge – Willmanns son (hans enda filmroll)
- Betzy Holter
- Jens Holstad